# ロサンゼルス・ドジャース
ロサンゼルス・ドジャース（英: Los Angeles Dodgers、略称：LAD）は、メジャーリーグベースボール（以下、MLB）ナショナルリーグ西地区所属のプロ野球チーム。本拠地はカリフォルニア州ロサンゼルスにあるドジャー・スタジアム。

## 概要
MLB屈指の名門であり、人気・実力いずれもリーグトップクラス。1883年にブルックリン市（現在のニューヨーク市ブルックリン区）で創設され、1898年のニューヨーク市合併後も「ブルックリン」のチームであることを通していた。
同じ1883年にニューヨーク市（現在のニューヨーク市マンハッタン区）で創設されたニューヨーク・ジャイアンツ（現在のサンフランシスコ・ジャイアンツ）とはニューヨーク時代から宿敵といえる関係で、1957年シーズン終了後に揃って西海岸へ本拠地を移した後も、「ロサンゼルス・ドジャース対サンフランシスコ・ジャイアンツ」の対戦は、「シカゴ・カブス対セントルイス・カージナルス」および「ボストン・レッドソックス対ニューヨーク・ヤンキース」などの対戦カードとならびMLB屈指の人気を集めている。
1947年にアフリカ系アメリカ人初のメジャーリーガー、ジャッキー・ロビンソンがデビューを果たした球団である。また、第二次大戦後の1956年に日本を訪れ日米親善試合を行って以来、メジャーリーグ球団の中でも早い時期から日本との関係を深めており、当時ドジャースのキャンプ地ベロビーチを読売ジャイアンツが訪ねたことがある。2025年からは、日本のファンに向けた公式ファンクラブ「Dodgers Fan Club」を開設した。
リーグ優勝25回はナショナルリーグ1位（MLB全体ではニューヨーク・ヤンキースが1位）、ワールドシリーズ優勝は8回を数える。ワールドシリーズ初優勝を遂げる1955年までに10回のリーグ優勝をしているが、ワールドシリーズではことごとく敗れ続けた。特に当時本拠地を同じとしていたヤンキースとの対戦が多く、1955年に6回目の挑戦で初めてヤンキースを破っている（ドジャースとヤンキースのライバル関係）。
ロサンゼルス移転後のワールドシリーズ優勝はロビンソンが活躍した1950年代、ロサンゼルスに本拠地を移した後サンディ・コーファックス、ドン・ドライスデールら名投手が在籍した1960年代、ウォルター・オルストンの後を継ぎ、20年にわたって監督を務めたトミー・ラソーダの下、1980年代に各2回ずつ成し遂げている。2009年にMLB3球団目となる通算1万勝に到達した。
2012年シーズン終了時点で、優勝決定プレーオフ進出回数が30球団の中で最多である。ナショナルリーグが同率1位の際に2戦先取制のプレーオフを実施していた時代、ドジャースは実施された4回すべてに出場しており、ワンゲームプレーオフ移行後も合わせると計5回出場している。
現在本拠地とするドジャー・スタジアム周辺がユダヤ系アメリカ人の多い土地柄で、ユダヤ系アメリカ人選手を好んで獲得する傾向がある。球団を東海岸から西海岸へ本拠地を移転させたほか、アメリカ合衆国以外の外国出身の選手を数多く発掘、これら他球団に先駆けて行った数々の変革でドジャースは大成功を収め、球団に有益な結果をもたらした。これらの動きは、長年オーナーを務めたウォルター・オマリー、ピーター・オマリー親子ら、一族の影響が大きく、ドジャース球団は「働きやすい全米企業ベスト100」に何度も名を連ねるなど、球団経営の質を1990年代まで高め続けた（この後、ピーター・オマリーの代で球団をFOXグループへ売却）。
伝統的に多くの名投手を擁してきたが、ドジャースにとって最初のサイヤング賞受賞者であるドン・ニューカム（1956年）以来、2014年に至るまで、最多の延べ12回（8人）がサイ・ヤング賞を受賞している。ドジャースのスカウト・教育係を長年務めたアル・キャンパニスがチームで採用していた当時最先端の作戦や練習方法などを一般に公表した著書『ドジャースの戦法』はスモールボール（スモールベースボール）の礎となり、のちの日本プロ野球にも大きな影響を与えた。
中南米出身のラテン系アメリカ人によるファンが多く、比率としては4割以上をヒスパニック系が占めているとの試算もある。
2011年4月、当時MLBコミッショナーであったバド・セリグは、ドジャース球団の経営状況悪化を懸念して、球団をMLB機構の監視下に置いた。ドジャースの管理責任者にジョン・トーマス・シーファー（元駐日大使）を選任したが、当時のオーナーフランク・マッコート（en）は、「送り込まれた誰かがドジャースを奪うことは明らかに間違っている」と異を唱えた。翌2012年3月、投資グループのグッゲンハイム・ベースボール・マネジメントへの売却が発表された。買収額は20億ドルで同投資グループには、元NBA選手のマジック・ジョンソンも名を連ねている。
2013年、タイム・ワーナー・ケーブル（TWC）社と、25年間で総額70億～80億ドルの放映権契約を結んだ。ドジャースは自前の放送局を立ち上げ、そこがTWCと契約を結ぶ。

## 球団の歴史

### 球団創設
ブルックリンはプロ球団が登場する以前の1850年代から、いくつかの有名な野球クラブがしのぎを削っていた。1860年代には周囲が塀で囲まれ、入場料の取れる野球場が開かれるなど、野球がプロ化する環境が早くから整っていた。当時強さを誇ったクラブのいくつかは1870年代にプロ球団化したが、優秀な選手が激しい引き抜きにあって弱体化し、ナショナルリーグの発足前に破綻してしまった。
現在のドジャースに繋がる球団は1883年に創設された。当時ニューヨークの不動産業者だったチャーリー・バーン、ニューヨークヘラルド誌の編集者ジョン・J・テイラーとジョセフ・ドイル（バーンの義弟）、ロードアイランドのカジノの経営者ファーディナンド・エイベルらが投資グループを組み、ブルックリン地区（当時はブルックリン市）を本拠地とするプロ野球の球団の設立と、新球場「ワシントン・パーク」の建設をすすめた。
1年のマイナーリーグ活動の後、翌年の1884年チームはアメリカン・アソシエーションに加盟した。当初から興行的にも成功したチームは個々に選手を集めるだけでなく、破綻した他球団を買収しながらチームを強化していった。1888年には破綻したニューヨーク・メトロポリタンズを吸収し、セントルイス・ブラウンズ（現:セントルイス・カージナルス）の主力投手だったボブ・カラザーズを獲得、チームの生え抜きで2度のノーヒットノーランを記録したアドニス・テリーとの二枚看板で、1889年にリーグ優勝をなしとげた。翌1890年にはプレイヤーズ・リーグ創設の混乱のなかでナショナルリーグに鞍替えし、ナショナルリーグ優勝を果たしただけでなく、破綻したプレイヤーズ・リーグのブルックリン・ワンダーズを吸収、リーグの創始者だったジョン・ウォードを監督に招き入れている。
チームが次にリーグ優勝を果たすのは1899年と1900年のことだが、このときは当時ナショナルリーグの常勝チームだったボルチモア・オリオールズ（現存球団とは別）のオーナーだったハリー・フォン・デル・ホーストが、ブルックリンの経営に参画してオリオールズと球団経営を掛け持ちし、監督のネッド・ハンロンをはじめ、ジョー・ケリーやウィリー・キーラー、ジェイ・ヒューズといったオリオールズの主力選手たちを、ごっそりブルックリンに移したことでなしとげられたものである。

### アンクル・ロビーの時代～低迷期

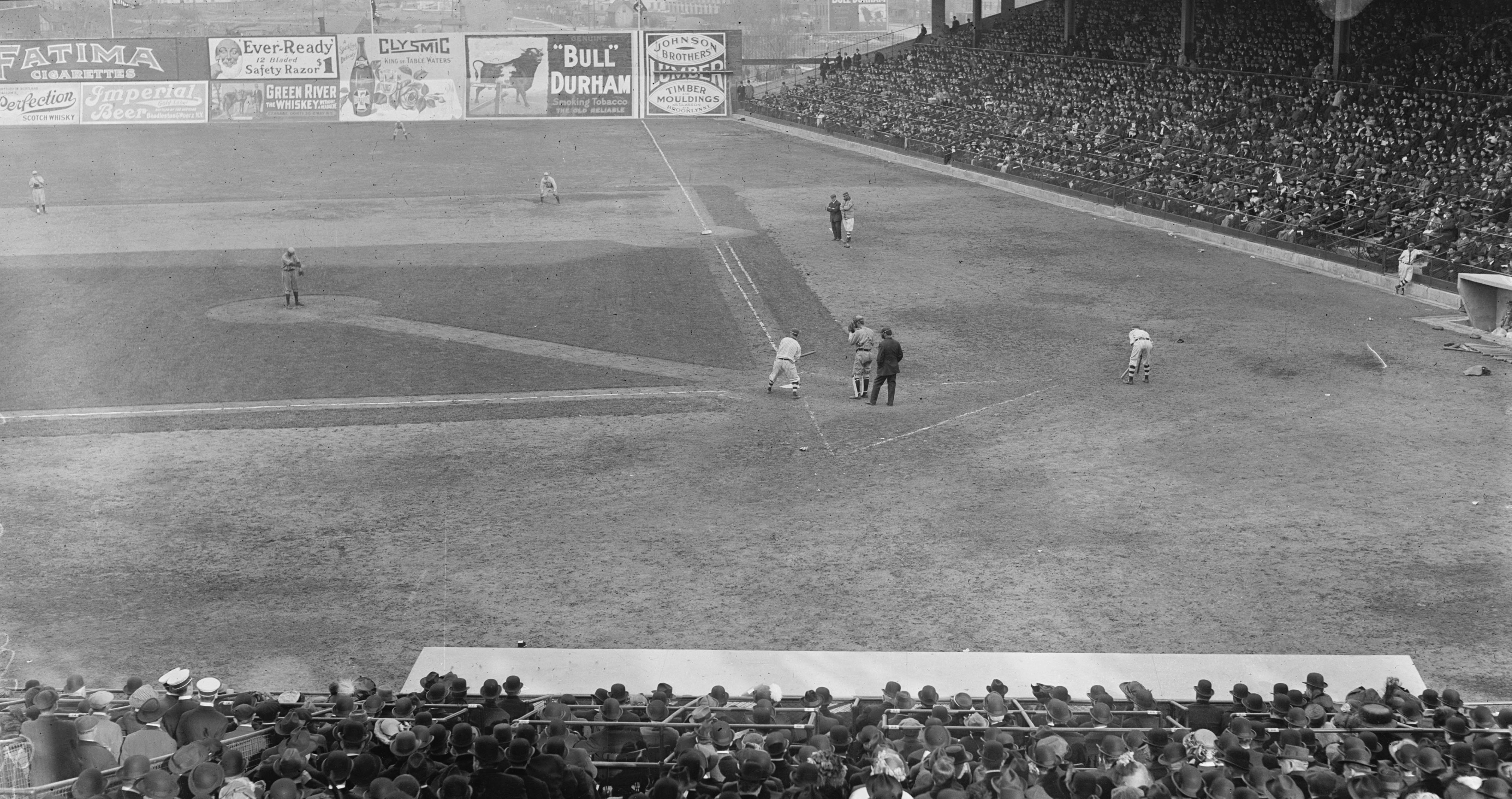
エベッツ・フィールド（1913年4月）

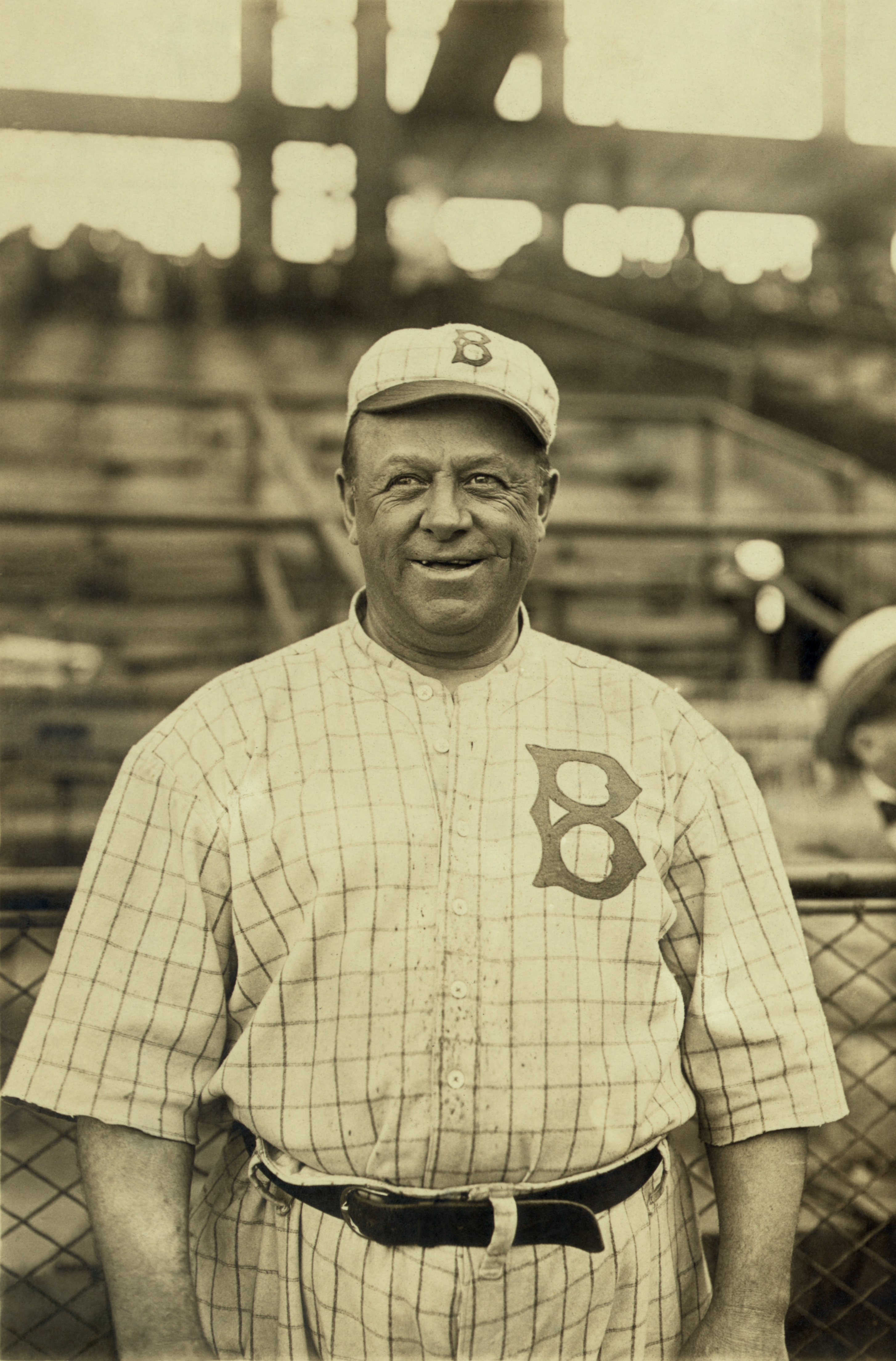
ウィルバート・ロビンソン(1916年)

20世紀に入ってからは成績が低迷し、チームは1904年から11年連続で負け越しを続けた。1913年に本拠地をワシントン・パークからエベッツ・フィールドへ移し、1914年にチーム名も「ロビンズ」に変え、「アンクル・ロビー」ことウィルバート・ロビンソンが監督に就任したことで、ようやくチームは再建された。ロビンソンは前述のボルチモア・オリオールズの出身者で、世紀の変わり目にチームをリーグ優勝に導いたネッド・ハンロンの愛弟子とでも呼ぶべき人物だった。チームはロビンソンの下で1916年と1920年にリーグ優勝を果たす。当時活躍した選手としては、殿堂入りした外野手のザック・ウィート、1913年と1914年に首位打者となったジェイク・ドーバート、投手では1916年に25勝をあげたジェフ・フェファー、殿堂入り投手となったルーブ・マーカード、バーリー・グライムスらの名前が挙げられる。1920年には初めて1試合当たりの観客動員が1万人を超えた。しかしよい時期は長く続かず、1920年代には再び成績が低迷する。経営陣のチャーリー・エベッツとエド・マッキーバーが1925年に相次いで亡くなり、ロビンソンが経営に参画して試合に集中できなくなったことも一因だった。このころのチームは"Daffiness Boys"（愚か者たち）と愛情もこめて呼ばれていて、外野手ベーブ・ハーマンは、このころの低迷するチームの代表的な選手といえるだろう。またロビンソンの育て上げた選手の一人ダジー・ヴァンスは、1920年代に7年連続のリーグ奪三振王となり、後年野球殿堂入りを果たしている。
次のリーグ優勝は第二次世界大戦下の1941年、レオ・ドローチャーの監督就任を待たねばならなかった。1938年から球団経営に加わったラリー・マクフェイルのチーム作りが3年越しで成果を挙げたものだった。他方でマクフェイルはブルックリンの試合のメディアでの中継放送を積極的に進め、1939年8月26日のドジャース対レッズ戦が、MLB史上初のテレビ中継された試合となった。またドジャースは、1941年に他球団に先駆けてバッティング用ヘルメットを導入している。

### 人種の壁を打破

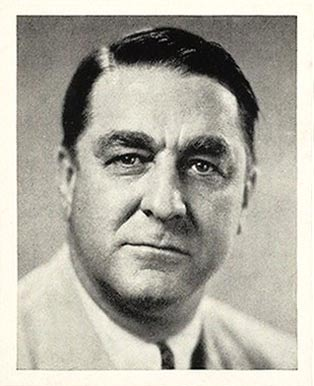
ブランチ・リッキー

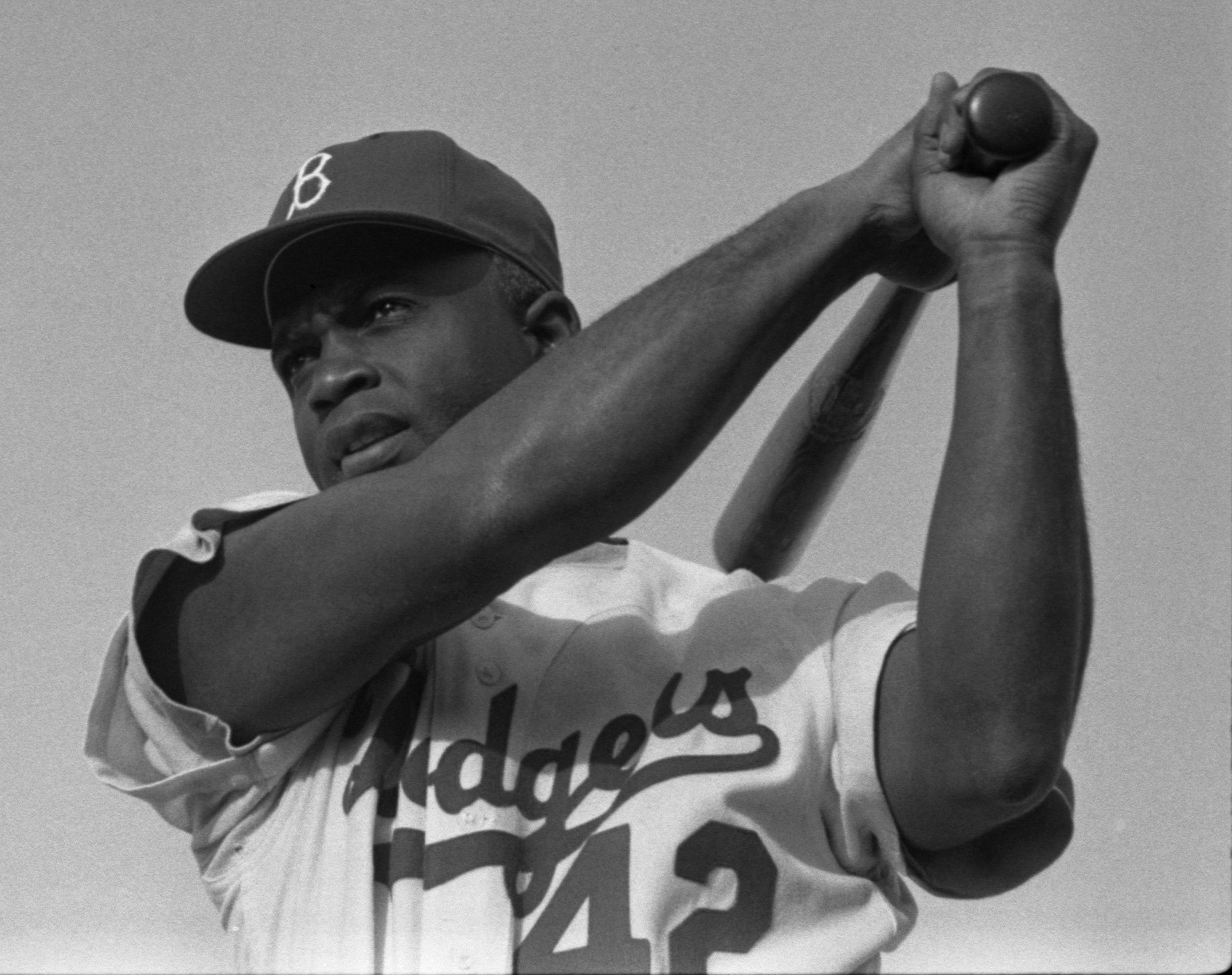
ジャッキー・ロビンソン

マクフェイルは1942年に徴兵され、球団経営の実権はマクフェイルの友人だったブランチ・リッキーに移っていたが、リッキーは戦争終結後、それまで誰も手を出そうとしなかったアフリカ系アメリカ人選手の獲得によるチームの強化へ向けて動きはじめていた。後述のロビンソン獲得の前から、自身の傘下にマイナーリーグを組織し、有望なアフリカ系アメリカ人選手を入団させその力量を見極めていた。
そして1947年に、スカウトのジョージ・シスラーが推薦したジャッキー・ロビンソンとメジャー契約を結び、その後に続く黒人選手の道をひらいた。ロビンソンはこの年に制定された新人王を受賞し、彼の活躍によって他球団も次々と黒人選手を採用して、MLBの人種差別は軽減していった。このリッキーの黒人選手の抜擢によるチーム強化策でロビンソン登場以降チームは躍進し、1947年から1956年の10年間でリーグ優勝6度、2位が3度という常勝チームに生まれかわる。投手ではドン・ニューカムやプリーチャー・ロー、捕手はロイ・キャンパネラ、内野はジャッキー・ロビンソン二塁手、ピー・ウィー・リース遊撃手、ギル・ホッジス一塁手、外野はデューク・スナイダー中堅手らが中心となった。

### 悲願のワールドシリーズ制覇

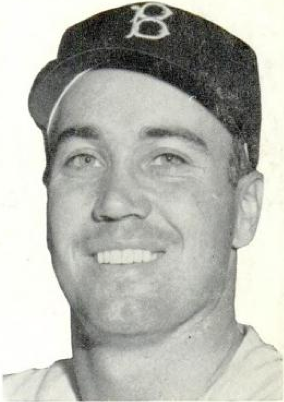
デューク・スナイダー（1954年）

しかしワールドシリーズにおいては、アメリカンリーグのニューヨーク・ヤンキースが名将ケーシー・ステンゲル監督(かつてはドジャースの選手でその後監督も務めた)の下でジョー・ディマジオ外野手、後継のミッキー・マントル、ヨギ・ベラ捕手、ホワイティ・フォード投手らを擁してワールドシリーズ5連覇など常勝軍団の時代で、ドジャースは1941年以降5度の敗退を繰り返し、ファンの間では、"Wait 'til next year"（次の年こそ）という言葉が暗黙のスローガンになっていたほどだった。
ドジャースの監督契約は伝統的に1年だったが、チャック・ドレッセンは複数年契約を申し入れたためウォルター・オマリーに解任され、ウォルター・オルストンが就任。「ドジャースの監督が務まるのか？」という声もあったが、チームは1955年のワールドシリーズで、ヤンキースへの6度目挑戦で悲願のワールドチャンピオンとなる。優勝決定後のニューヨーク・デイリー・ニューズ誌の見出しは、前述のスローガンにあてて、"This is Next Year!"（「次の年」がついにきた）であった。
翌1956年のワールドシリーズもヤンキースとの対戦となったが、第5戦でドン・ラーセンに完全試合で敗れ、最終第7戦でも敗れてシリーズ連覇はならなかった。

### 本拠地移転

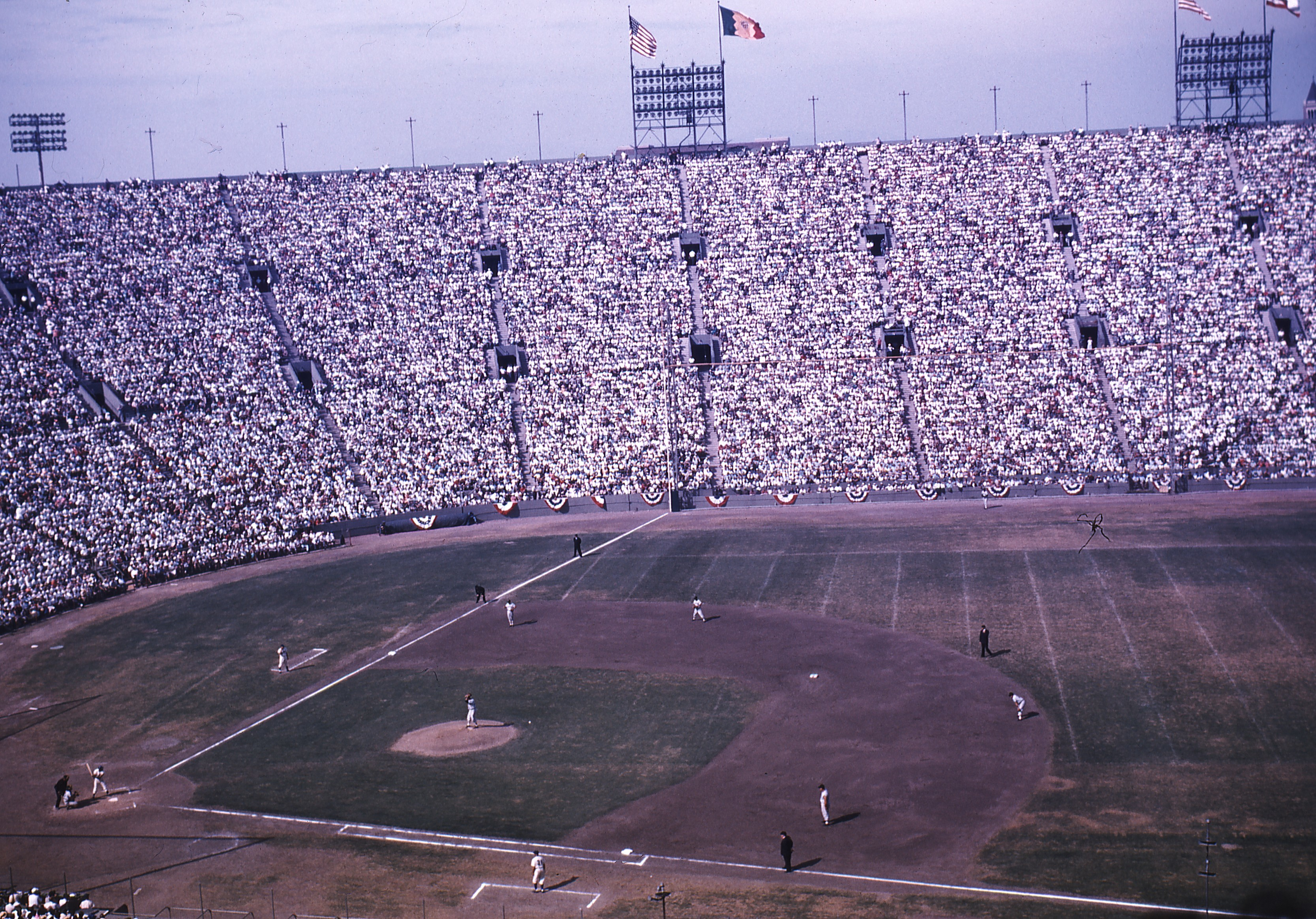
1959年当時のオリンピック・コロシアム。この写真はその年のワールドシリーズ 　ドジャース対ホワイトソックス戦。

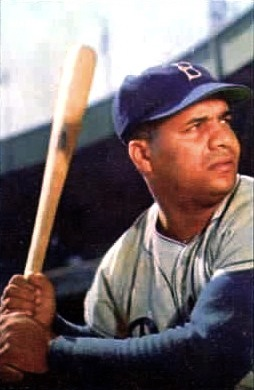
ロイ・キャンパネラ（1953年）

1950年代にブルックリン地区では黒人とプエルトリコ系の住民が増え、白人の富裕層の流出が進み、治安が悪化していった。球場は街中にあるため改装や駐車場の増設が思うようにできず、観客動員も1947年の1,807,526人をピークにその後は100万人前後で推移した。球団はブルックリン地区内に新球場を建設することを希望していたが、ニューヨーク市側はフラッシング・メドウズへの移転を勧め（その土地には最終的にはニューヨーク・メッツの本拠地、シェイ・スタジアムが建設された）、球団がブルックリンで新たな土地を取得することを認めなかった。このため球団は1957年5月、ナリーグのオーナー会議で移転の了承を得て、1958年に西海岸（太平洋沿岸）に面したカリフォルニア州南西部のロサンゼルスへ移転した。ちなみに同じニューヨーク（マンハッタン）に本拠を構えていたニューヨーク・ジャイアンツが、ドジャースと同時にカリフォルニア州北西部のサンフランシスコへ移転している（サンフランシスコ・ジャイアンツ）。これはリーグ唯一の西海岸チームとなって他球団との隔絶が起きることを嫌ったウォルター・オマリーがジャイアンツのオーナー、ホーレス・C・ストーンハムを誘い、観客動員数の伸び悩みに苦しんだストーンハムがこれに応じたものだった。初の西海岸チームとなったドジャースとジャイアンツの移転は、ニューヨークを本拠地とするチームが3つからヤンキース1つのみに減ったことも含めて大きな話題となった。これは1962年のニューヨーク・メッツ創設につながった。
移転当初のドジャー・スタジアムは都心部の南側にあるロサンゼルス・メモリアル・コロシアムを本拠地とした。1932年のロサンゼルスオリンピック開催の際に主会場として陸上競技用に作られたスタジアムはその卵形の形状ゆえ野球場に適さず、本塁から左翼席までの距離も250フィート（約76.2m）しか取れなかった。このためレフト方向に高さ40フィート（約12.2m）にもなるスクリーン（ネット）を立てて本塁打の量産を防ごうとしていた。このような悪い環境にもかかわらず、ドジャースは多くの観客を動員した。こんな極端な球場の形に上手く適応した選手の一人が、ドジャースの外野手だったウォーリー・ムーンであろう。彼は1959年シーズンにリーグ最多の三塁打を記録したが、その多くはこのスタジアムでレフト方向にふらふらとあがった打球で、それが左翼の高いスクリーン（ネット）に当たって三塁打になったものだった。ファンの間ではこのムーンの三塁打が、彼の名前にひっかけて「ムーン・ショット」と呼ばれていた。ドジャースは移転2年目の1959年にリーグを制覇し、1959年のワールドシリーズを"ゴーゴー・ソックス"と呼ばれたシカゴ・ホワイトソックスとこのスタジアムで戦い優勝した。シリーズの第5戦ではMLB最多記録となる92706人の観客を動員している。またこの年1959年シーズン途中の5月7日に行われたヤンキースとのエキシビション・ゲーム（非公式試合）で、前年の交通事故で半身不随となり引退を余儀なくされたロイ・キャンパネラ捕手の引退セレモニーが行われたときには、93,103人もの観客が来場した。
一方、ロサンゼルス市当局は移転してきたドジャースのため、都心部から見て北にあるチャベス渓谷での新スタジアム建設構想を発表し、実際に移転したドジャースがメモリアル・コロシアムで主催試合を開催しはじめた後の1958年6月3日に行われた住民投票では投票総数67万7千票のうち約2万5千票の僅差で市からドジャースへの土地譲渡が承認された。その後に始まったドジャー・スタジアムの建設は100%民間資本で賄われ、1962年に完成した後は主催試合開催を完全に移動した。ドジャー・スタジアムは道路渋滞による観客輸送の困難さを抱えながらも順調に観客を集め、1978年にはMLB史上初めて年間観客動員300万人を達成している。ウォルター・オマリーとその息子のピーター・オマリーの2代、38年に及ぶオマリー家による長期保有と多くのファン獲得はドジャースの球団経営を安定させ、リーグ屈指の強豪チームにする環境を作っていった。

### オルストンのスモールボール

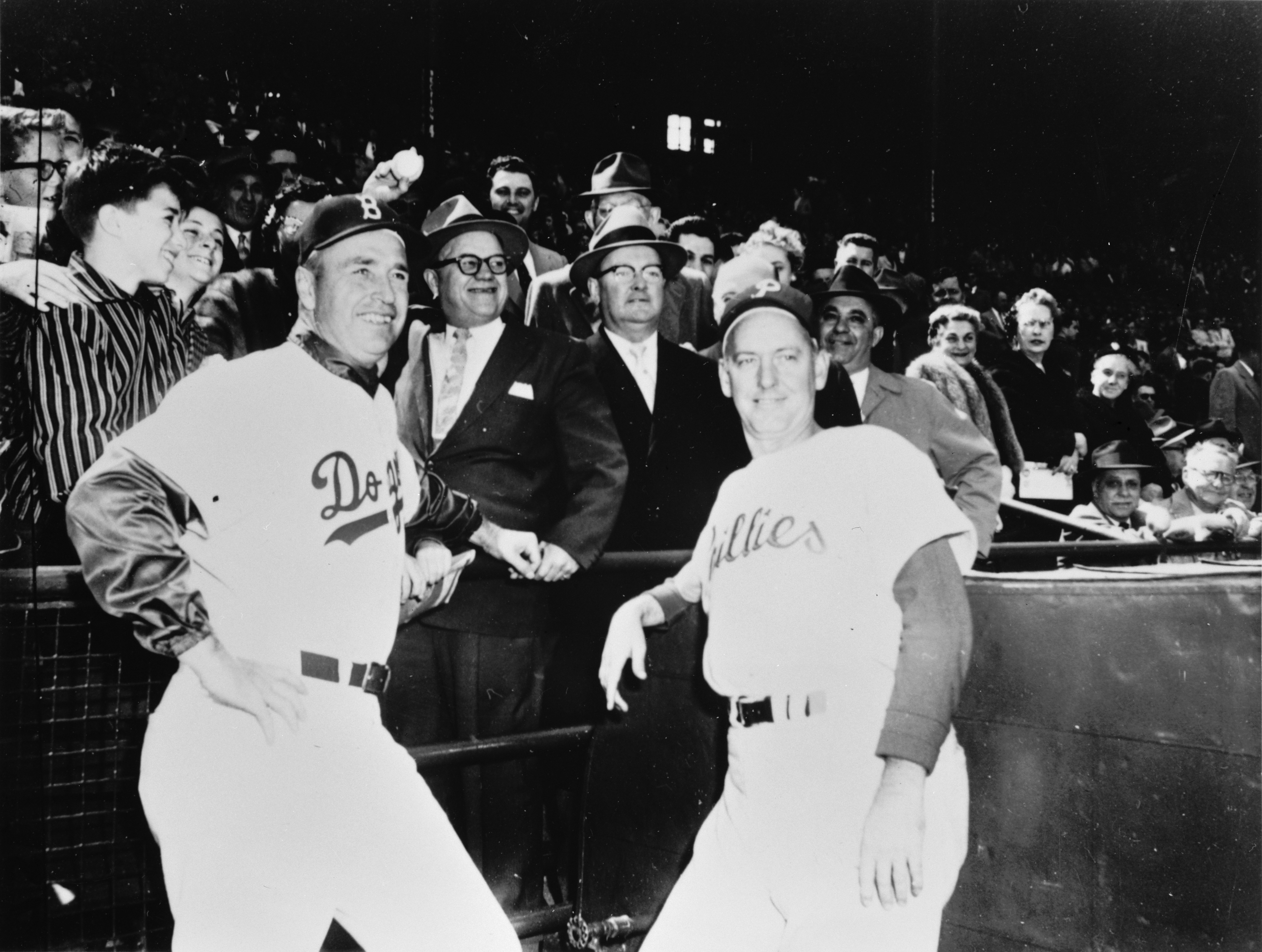
オルストン監督(左側) 1957年

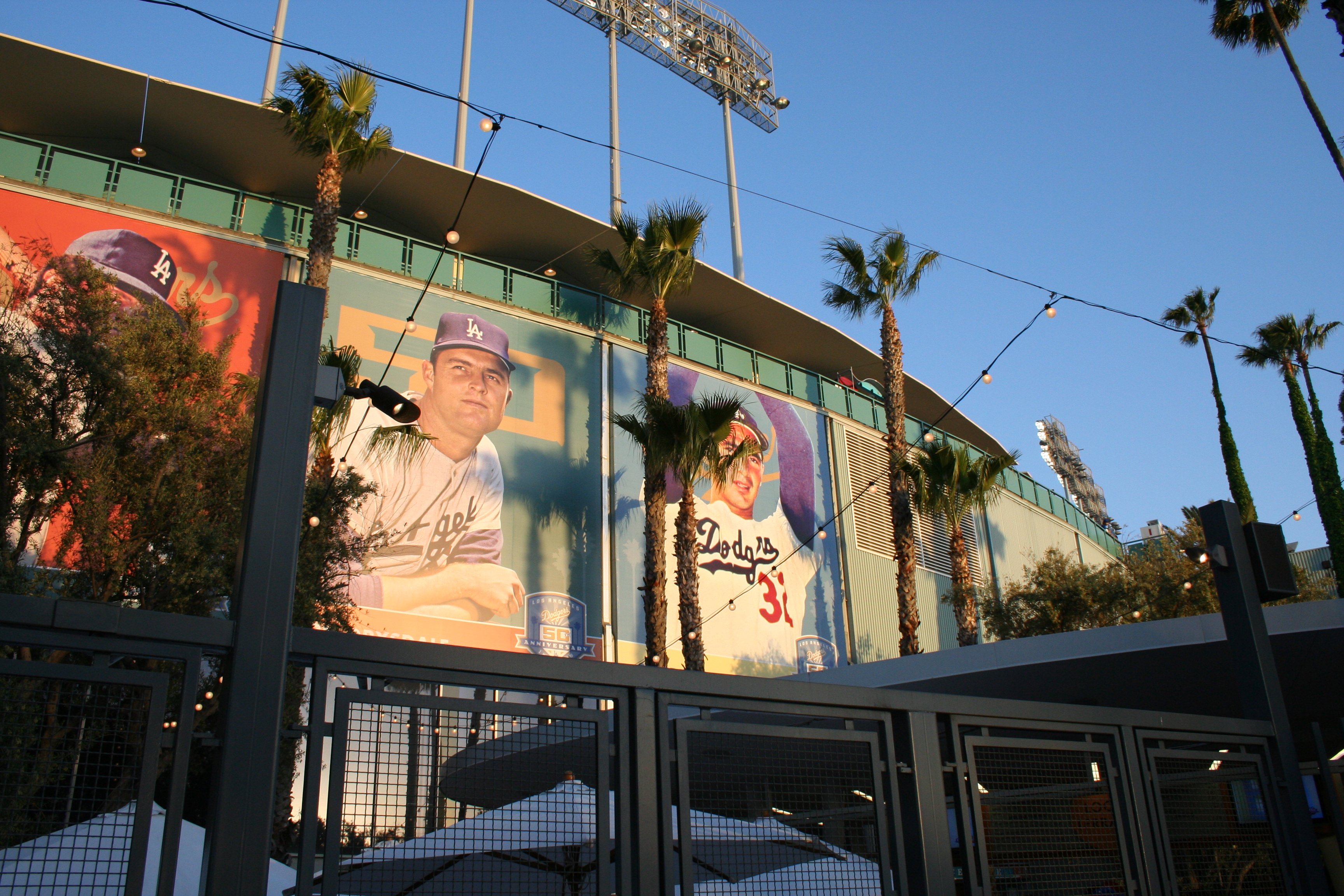
今日のドジャー・スタジアムの外壁に掲示された1960年代の両エース。左がドン・ドライスデール

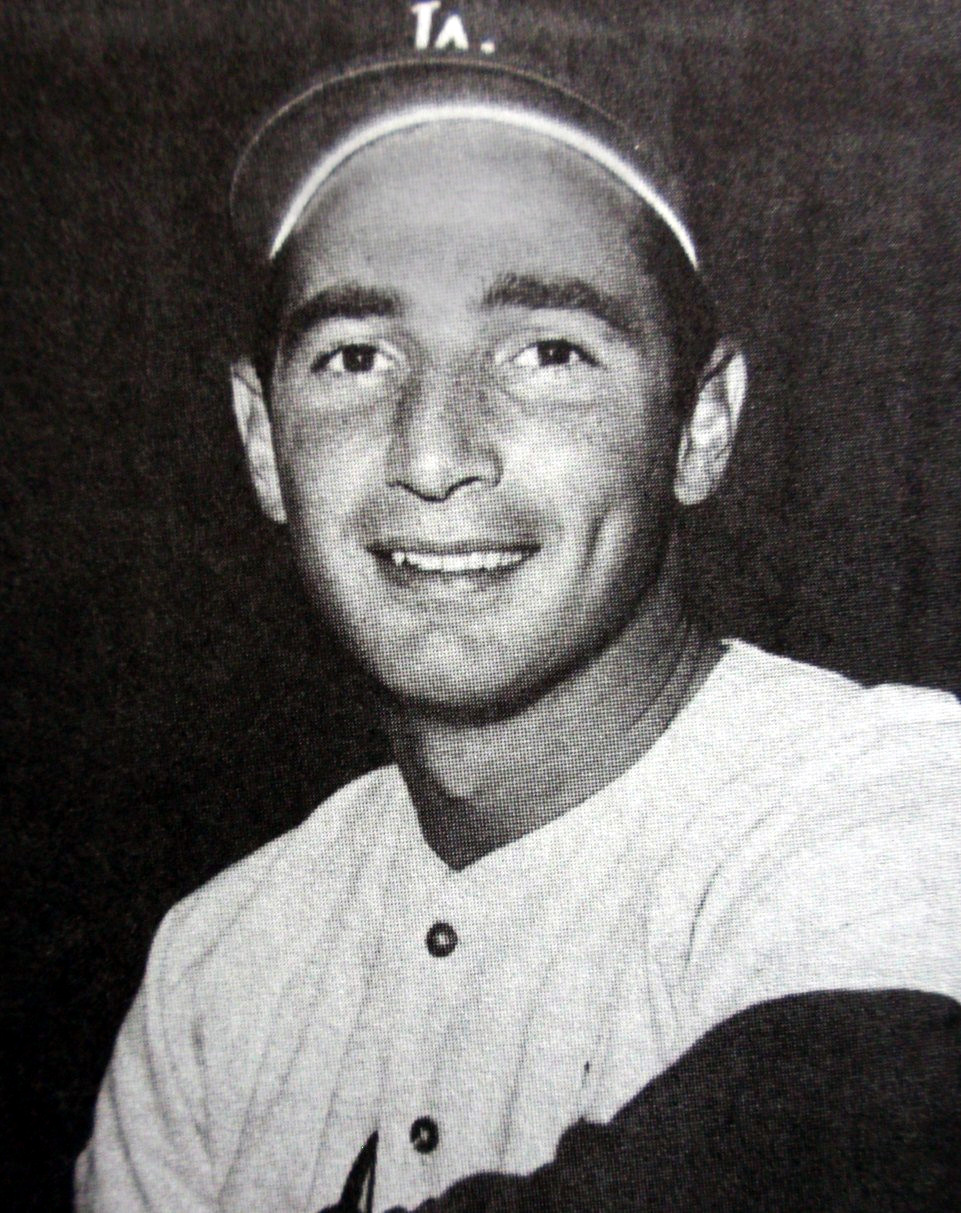
サンディ・コーファックス

ドジャー・スタジアム完成のころ、ドジャースは長打力がないためウォルター・オルストン監督の下で、投手力・守備力・機動力を重視したチームを作りあげていた。攻撃力は今ひとつだったが、チームの中心にはサンディ・コーファックスとドン・ドライスデールの絶対的な投手の二枚看板がいた。コーファックスは1960年代にサイ・ヤング賞を3度獲得し、ドライスデールも1962年のサイ・ヤング賞をはじめオールスターゲームに8度出場、1968年には当時のMLB記録となる58回2/3イニング無失点記録を樹立するなど輝かしい実績を残している。当時のドジャースは、「足の速いモーリー・ウィリスが出塁して盗塁、内野ゴロと犠牲フライで彼を迎え入れた後は、コーファックスかドライスデールが相手を完封して1-0で勝利」という勝ちパターンがまことしやかに語られていたほどだった。
特にコーファックスは1963年のワールドシリーズで、ヤンキースを相手に1試合15奪三振を記録するなど、1960年代のドジャースのワールドシリーズ制覇に幾度も貢献したが、左肘の故障を理由に1966年に30歳の若さでユニフォームを脱いだ。オルストンは1976年まで通算23年間ドジャースを率い、通算7度のリーグ制覇をドジャースにもたらした。

### ラソーダ監督以降

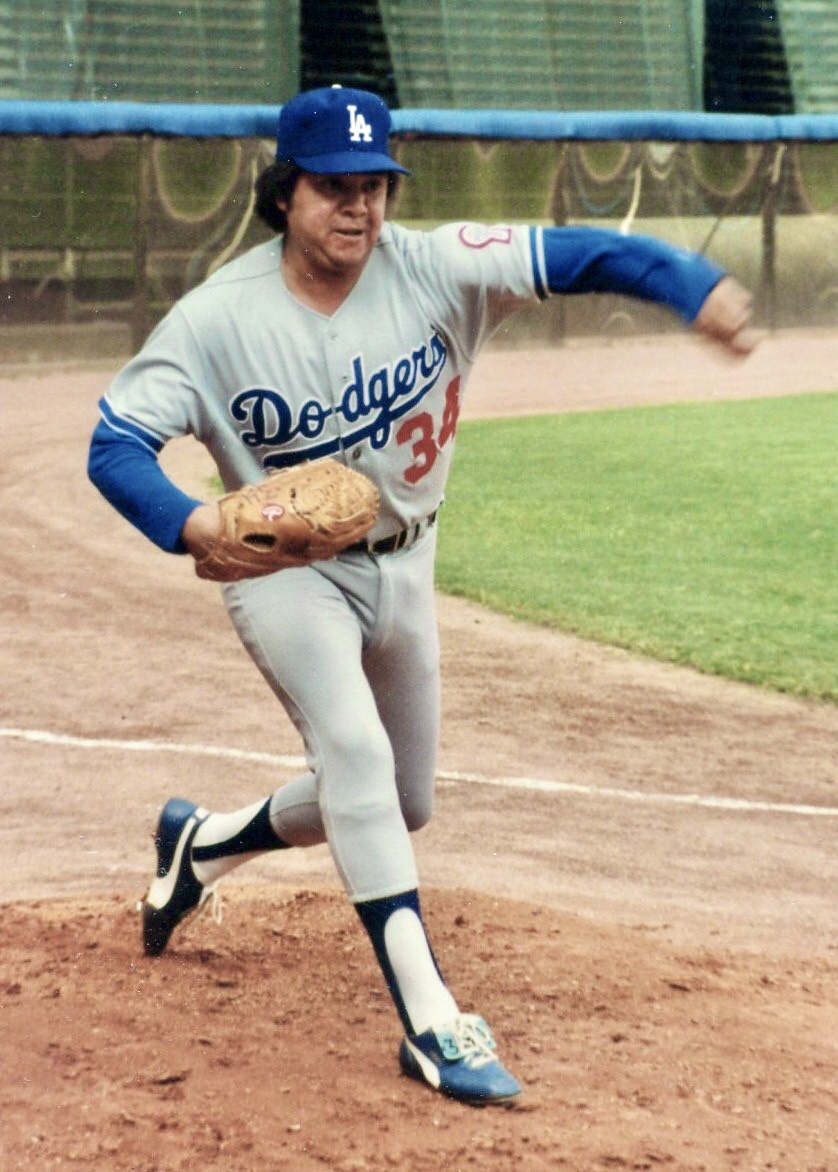
フェルナンド・バレンズエラ　(1981年)

1977年にトミー・ラソーダが監督に就任し、以後1996年途中まで指揮をとった。1981年にメキシコ人のフェルナンド・バレンズエラがデビュー。"フェルナンドマニア"を生み出し、 新人投手としては初のサイ・ヤング賞を獲得、同年のワールドシリーズ制覇に大きく貢献した。
1988年には"ブルドッグ"ことオーレル・ハーシュハイザーが59イニング連続無失点の記録を達成する。リーグ優勝しワールドシリーズに進んだドジャースには、もう一つ大きなドラマが待っていた。この年FAで獲得した主砲カーク・ギブソンはリーグチャンピオンシップで足を怪我し、ワールドシリーズへの出場は絶望と思われていた。しかし1988年のワールドシリーズ第1戦、1点リードされた9回裏に、出場できないはずのギブソンが足を引きずりながら代打で登場する。ギブソンはアスレチックスの守護神デニス・エカーズリーから7球目をライトスタンドに放り込み、この劇的なサヨナラ勝ちで勢いづいたドジャースが、NBCのボブ・コスタスから「これほどの貧打線がシリーズに出てきたのは見たことがない」と言われるなど下馬評を覆し、このシリーズを4勝1敗で制した。
1994年には朴賛浩が韓国人として初のメジャーデビューを果たし、1995年に野茂英雄投手と契約。NOMO旋風を巻き起こし、日本人のメジャー進出の先鞭をつけた。1992年から1996年までエリック・キャロス、マイク・ピアッツァ、ラウル・モンデシー、野茂英雄、トッド・ホランズワースと5年（5シーズン）連続で新人王を輩出した。1997年には日本出身の野茂を含め、ドミニカ共和国出身のラモン・マルティネス、ペドロ・アスタシオ、韓国出身の朴賛浩、メキシコ出身のイスマエル・バルデスと先発ローテーションからアメリカ人が消えた。

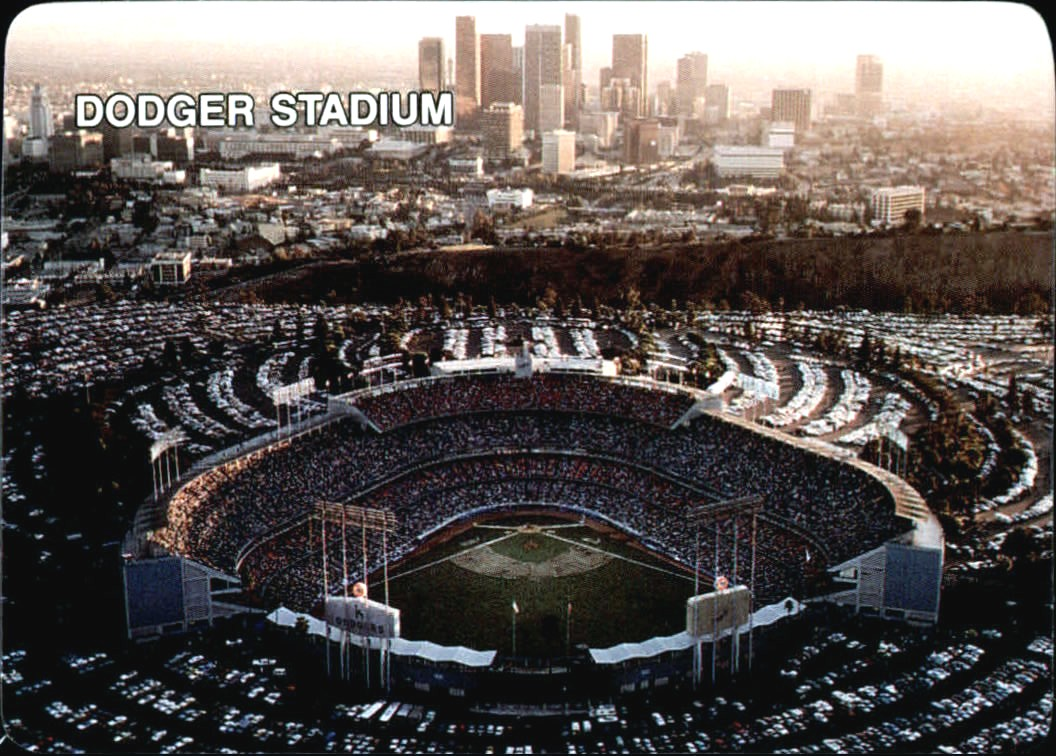
夕陽に映えるドジャー・スタジアム(1987年)

ラソーダは1996年シーズン途中で辞任し、翌1997年にはオマリー会長が球団をFOXグループへ売却した。その際に球団株式の半分を日本の大手新聞社で同国のプロ野球チームである読売ジャイアンツを所有している読売新聞社並びにその傘下のテレビ局である日本テレビ放送網も取得する構想が浮上。読売新聞社社長の渡邉恒雄も乗り気だったものの、オマリーとFOXによる株式譲渡交渉が長引いたこともあり、読売新聞グループによるMLB参入は断念。構想は立ち消えとなった。
1998年にはピアザや野茂を放出し、1999年開幕前にはFAとなっていたケビン・ブラウンと史上最高額となる1億ドル500万ドルの大型契約を結び、デーブ・ジョンソンが監督に就任したが、77勝85敗と負け越した。
2006年はワイルドカードでポストシーズンに進出し、2007年は開幕前にジェイソン・シュミットやフアン・ピエールの獲得など的確な補強や若手選手が多く地区優勝候補筆頭だった。7月までは地区優勝を争っていたが、8月に6連敗と4連敗、9月に7連敗を喫し地区4位に終わった。チーム本塁打数が前年と同じリーグ15位だったが、153本から129本へ減少し、この長打力不足が得点力不足となり後半の失速となった。

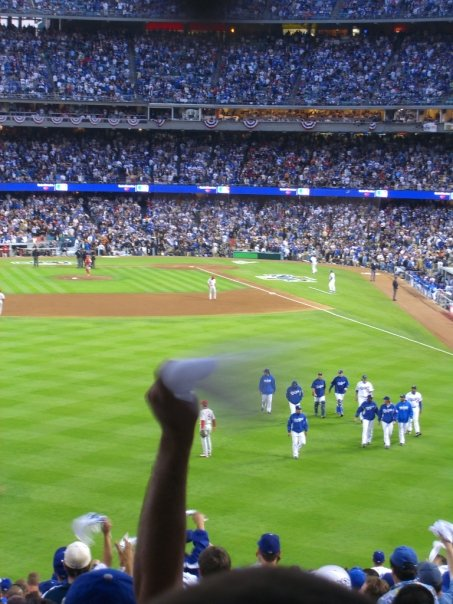
2008年、フィリーズとのリーグチャンピオンシップシリーズの様子

2007年11月1日にジョー・トーリが3年契約で監督に就任。
2008年は前半戦はノマー・ガルシアパーラ、ラファエル・ファーカルの故障やアンドリュー・ジョーンズの不振などでアリゾナ・ダイヤモンドバックスにつぐ地区2位だったが、7月31日にトレードでマニー・ラミレスを獲得。ラミレスは移籍後53試合で打率.396、17本塁打、53打点を記録。打線の中心的役割を担い、若手に好影響を与え、補強は大成功。4年ぶりに地区優勝を果たしたが、リーグチャンピオンシップシリーズでフィラデルフィア・フィリーズに敗れ、ワールドシリーズ進出はならなかった。
2009年、5月6日に対ワシントン・ナショナルズ戦に10−3で快勝し、シーズン開幕からのホーム戦連勝を13に伸ばし、近代MLBの新記録を樹立した。この試合までドジャースは1911年にデトロイト・タイガースが記録した12連勝に並んでいた。しかし翌日の対ナショナルズ戦で敗北し、開幕からのホーム試合の連勝は、近代MLB新記録の13で止まった。この年も地区優勝したものの、リーグチャンピオンシップシリーズで前年同様フィリーズに1勝4敗で敗れ、1988年以来となるワールドシリーズ進出を逃した。

### 2010年代
2010年オフに新監督としてドン・マッティングリーが就任した。
2011年にMVP級の活躍をしたマット・ケンプと、オフに球団史上最高額となる8年1億6000万ドルで契約を延長した。

#### 金満球団として
先述のとおり2012年3月にオーナーがグッゲンハイム・グループに替わったことで、選手補強に莫大な資金を充てられるようになった。それまでのチーム総年俸が最高で1億1000万ドル程度（全30球団中5位前後）だったものが、2013年に2億1000万ドル（ニューヨーク・ヤンキースに次ぐ2位）まで上がり、その後も2億ドルを下回ることはなく、2014年以降は全30球団中1位の総年俸を維持している。
2012年のシーズン中にキューバから亡命したヤシエル・プイグを獲得し、他球団からジョシュ・ベケット、エイドリアン・ゴンザレス、カール・クロフォード、ハンリー・ラミレスなどをトレードで獲得した。トレードで獲得した彼らは将来にわたって高額な契約を残しており、資金力によって戦力補強を行った。オフには投手として史上2番目の大型契約でザック・グレインキーを獲得し、韓国プロ野球からポスティングシステムを申請した柳賢振に入札し獲得した。
2013年は”A Whole New Blue”というスローガンどおり、前年からの補強が実を結び、4年ぶりに地区優勝を果たした。また、クレイトン・カーショウが2年ぶりにサイ・ヤング賞を受賞し、グレインキー、プイグ、柳賢振も期待どおりの活躍、前年の後半から抑えに定着したケンリー・ジャンセンが防御率1点台で28セーブを挙げた。これら戦力充実も影響し、観客動員数がリーグ1位に返り咲いた。オフにはキューバから亡命したアレックス・ゲレーロとエリスベル・アルエバルエナを獲得した。先発ローテーションの強化でダン・ヘイレンを獲得し、リリーフにポール・マホーム、ジェイミー・ライト、クリス・ペレスを獲得した。また、大活躍を続けているカーショウと投手史上最高額となる7年2億1500万ドルで契約を延長した。
2014年は、MLB史上初となるオーストラリアでの公式戦が、開幕2連戦として3月22日と23日にシドニー・クリケット・グラウンドで開催された。この2試合にはカーショウと柳賢振が先発登板し、2連勝した。北米本土開幕戦でも他球団に先駆けて、敵地ペトコ・パークでサンディエゴ・パドレスと対戦し、この試合でも柳賢振が先発登板したが敗れた。この年はカーショウが21勝3敗、防御率1.77と圧巻の成績で、2年連続3度目のサイ・ヤング賞に加えてシーズンMVPを受賞。二塁手のディー・ゴードンが盗塁王を獲得、三塁手のジャスティン・ターナーなどの新戦力も台頭した。2年連続で地区優勝を果たしたものの、ディビジョンシリーズでカーショーが一人で2敗を喫し、シリーズ敗退となった。オフにブレット・アンダーソン、ブランドン・マッカーシーなどの投手を獲得し、ハウィー・ケンドリック、ジミー・ロリンズ、ヤズマニ・グランダルをトレードで獲得して投手と野手の補強に努めた。
2015年、補強した選手の活躍と中堅手のジョク・ピーダーソンがブレイクなどがあり、3年連続で地区優勝を果たした。2013年、2014年と過去2年のプレーオフでワールドシリーズ進出を逃したチームは、ポストシーズンに備えて8月にプレーオフの経験豊富なチェイス・アトリーを獲得したり、9月にメジャーリーグデビューして好調なコーリー・シーガーをロースターに登録するなどの手を打ったが、前年に続きディビジョンシリーズで敗退した。オフにはスコット・カズミアー、前田健太などを獲得したが、それまで3年間大活躍を続けていたグレインキーが契約条項の選択により退団した。新監督としてデーブ・ロバーツが就任した。
2016年、MLB史上53年ぶりとなる開幕3試合連続で無失点勝利を記録した。一時はジャイアンツに最大8ゲーム差をつけられていたもののジャイアンツの失速により逆転で4年連続の地区優勝を果たした。プレーオフのディビジョンシリーズではワシントン・ナショナルズとの死闘を制してリーグチャンピオンシップに進出するも、リーグチャンピオンシップシリーズでシカゴ・カブスの勢いに負け、またもやリーグ優勝決定戦で敗退した。シーズン終了後にはコーリー・シーガーがナショナルリーグの新人選手賞を獲得した。
2017年は、メジャー1年目のコディ・ベリンジャーが大ブレイクし、前半戦で25本塁打を記録し、新人でオールスターに選出された。7月末のフラッグ・ディールではレンジャーズからダルビッシュ有を、8月にはメッツからカーティス・グランダーソンをトレードで補強した。チームは6月21日以降地区首位を譲らず、9月22日のジャイアンツ戦に勝利し、5年連続の地区優勝を果たした。この試合でベリンジャーがナ・リーグの新人記録を更新する39号本塁打を記録した。そしてポストシーズンでも、地区シリーズでアリゾナ・ダイヤモンドバックスをスウィープで一蹴すると、前年に続きシカゴ・カブスとの対決となったリーグ優勝決定シリーズも4勝1敗で制し、29年ぶり22回目のリーグ優勝・ワールドシリーズではヒューストン・アストロズと対戦したが、ダルビッシュがレギュラーシーズンとワールドシリーズでの使用球の違いに適応できずに2試合続けて2回もたずに4失点以上を喫しノックアウトされると、ベリンジャーがワールドシリーズ史上最多の17三振を喫するなど空回りが目立ち、3勝4敗でシリーズ敗退となった。シーズン終了後には、前シーズンのシーガーに続いてベリンジャーが新人選手賞を獲得した。
2018年、7月18日にMLBオールスターゲーム2018に出場したオリオールズのマニー・マチャドを獲得。10月1日の地区優勝決定戦でロッキーズ戦に勝利し、6年連続の西地区優勝を果たした。ポストシーズンでは地区シリーズでアトランタ・ブレーブスに3勝1敗で制し、ミルウォーキー・ブルワーズとのリーグ優勝決定シリーズは第7戦までもつれる接戦を制し、4勝3敗で2年連続のリーグ優勝。優勝決定シリーズのMVPには、第4戦の延長13回にサヨナラ打、第7戦に決勝点となる逆転本塁打を放ったベリンジャーが選ばれた。ワールドシリーズではボストン・レッドソックスと対戦。1916年にドジャースの前身であるブルックリン・ロビンスが対戦して以来、実に102年ぶりの対戦となった。また、レッドソックスのアレックス・コーラ監督とドジャースのデーブ・ロバーツ監督はいずれも現役時代にこの両チームに所属しており、両監督が両チームでプレー経験のある球団同士のワールドシリーズ対戦も史上初となった。第1戦、第2戦と連敗を喫し、ホームへ移動した第3戦では、ワールドシリーズ史上最長となる延長18回、7時間20分の激闘の末、マックス・マンシーのサヨナラホームランでドジャースが3-2で勝利した。ワールドシリーズでドジャースがサヨナラホームランを放ったのは、1988年にカーク・ギブソンが足を引きずりながらベース一周したとき以来30年ぶり。また、この試合先発のウォーカー・ビューラーが最速100mph（約161km/h）をマークするなど無四球の7イニング2安打無失点、7奪三振と活躍。「ワールドシリーズ先発で許した走者2人以下、7奪三振以上」は、62年ぶり2人目の快挙だった。しかし、第4戦では4点差をひっくり返されて6-9と逆転負けを喫すると、王手をかけられ後がなくなった第5戦ではエースのカーショーが3本の本塁打を浴びて7回7安打4失点。打線も3安打1得点、4回以降は無安打とレッドソックス投手陣に抑え込まれ、1-5で敗戦。1勝4敗で昨年に続いてワールドシリーズ敗退となった。
2019年、3月28日、本拠地ドジャー・スタジアムで行われたアリゾナ・ダイヤモンドバックスとのMLB開幕初戦にジョク・ピーダーソンの2本を含む1試合に8本塁打を放ち、打線が大爆発した。ドジャースが1試合で本塁打8本を放つのは、2002年5月に続く球団タイ記録。開幕戦での合計8本塁打はMLB史上最多記録となった。翌29日のダイヤモンドバックス戦では延長13回の激闘となり、現地時間午後7時すぎに始まった一戦は6時間5分におよび、試合終了は深夜1時をまわり、ドジャースの本拠地で行われたレギュラーシーズン史上最も長い試合になった。9月10日、地区優勝マジックを「1」としていたドジャースはオリオールズ戦（オリオール・パーク）で快勝し、7年連続18度目のナショナル・リーグ西地区制覇を果たした。ディビジョンシリーズではワイルドカードから勝ち上がったワシントン・ナショナルズと対戦。2勝2敗で迎えた第5戦は2回までに本塁打2本で3点を奪うと、先発のビューラーが6回3分の2を投げて1失点と好投。7回2アウトからはカーショーに継投するも、8回先頭のアンソニー・レンドンとフアン・ソトに2者連続のソロ本塁打を浴びて同点。8回に登板した前田健太が3者連続三振の力投を見せるも、直後の9回に登板したジョー・ケリーが回跨ぎで迎えた延長10回、アダム・イートンに四球、レンドンに二塁打、ソトを申告敬遠で満塁のピンチを招く。迎えた打者は2015年から2016年にドジャースに在籍していたハウィー・ケンドリック。この試合は無安打に加えて守備では失策を犯していたケンドリックが満塁本塁打を放ち、ナショナルズが勝ち越し。裏の攻撃も三者凡退で、敗退が決定した。オフにボストン・レッドソックス、ミネソタ・ツインズとの大型三角トレードを敢行。先発、中継ぎをこなし便利屋としてチームに貢献していた前田をツインズに、アレックス・ベルドゥーゴら複数のプロスペクトをレッドソックスに放出し、レッドソックスから元サイ・ヤング賞投手のデビッド・プライスに加えてスーパースターのムーキー・ベッツを獲得。ベッツとは12年総額3億6500万ドルで契約を延長した。

### 2020年代
2020年は、新型コロナウイルスが世界的規模で猛威をふるったためレギュラーシーズンの開幕が延期。公式試合数を例年の162試合から60試合と大幅に減らすとともに、無観客で試合を行うことに決定された。前例のない条件下でのシーズンだったが、それでもドジャースはMLB全球団中1位の勝率で地区優勝を果たす。ワイルドカードではミルウォーキー・ブルワーズに2勝0敗、続くディビジョンシリーズではサンディエゴ・パドレスに3勝0敗と負けなしで突破。リーグチャンピオンシップシリーズではアトランタ・ブレーブスに1勝3敗と王手をかけられたが、第5戦でウィル・スミスが逆転3ランを放ったのをきっかけに打線が爆発し、3勝3敗のタイに持ち込む。最終第7戦も制し、2年ぶりのワールドシリーズ進出を果たした。シリーズで5本塁打のシーガーがリーグチャンピオンシップシリーズMVPを獲得。ワールドシリーズはアメリカンリーグでレギュラーシーズン最高勝率チームのタンパベイ・レイズを4勝2敗で破り、1988年以来、32年ぶり7度目となるワールドシリーズ制覇を成し遂げた。ワールドシリーズでも好調を維持していたシーガーはワールドシリーズMVPも獲得、両シリーズで記録的な大活躍を見せた。
オフにチームからFAとなっていたジャスティン・ターナー、ブレイク・トレイネンと再契約、2021年2月11日にFAのトレバー・バウアーと3年1億200万ドルの契約を結んだ。
2021年は、シーズン途中の7月31日にはワシントン・ナショナルズとのトレードでマックス・シャーザーとトレイ・ターナーを獲得した。そして、球団史上最多の106勝を記録したが、サンフランシスコ・ジャイアンツが最終戦で勝利し9年ぶり地区優勝を達成、100勝以上しながら1位になれなかったのはこれで史上11チーム目となった。プレーオフは、ディビジョンシリーズでジャイアンツを3勝2敗で破ったが、続くリーグチャンピオンシップシリーズではアトランタ・ブレーブスに2勝4敗で敗れ、2年連続のワールドシリーズ進出を逃した。
2022年は、球団史上最多の111勝を記録し、2位と22ゲーム差の独走で地区優勝を達成した。ポストシーズンは、サンディエゴ・パドレスとのディビジョンシリーズで1勝3敗で敗れ、リーグチャンピオンシップシリーズ進出を逃した。オフにはブレーブスからFAとなっていたフレディ・フリーマンと6年総額1億6200万ドルの契約を結んだ。
2023年はナショナル・リーグ西地区で100勝をあげて地区優勝するも、アリゾナ・ダイヤモンドバックス（西地区2位ワイルドカードで進出）とのディビジョンシリーズで3連敗を喫し、2年連続でリーグチャンピオンシップシリーズ進出を逃した。オフシーズン、12月10日にはロサンゼルス・エンゼルスからFAとなっていた大谷翔平と10年7億ドル、12月16日にレイズとのトレードでタイラー・グラスノー（5年1億3500万ドルで契約を延長）、12月22日にはポスティングシステムを利用したオリックス・バファローズの山本由伸（12年総額3億2500万ドル）を獲得。
2024年1月8日にはマリナーズからFAのテオスカー・ヘルナンデス（1年2350万ドル）を獲得し、シーズン途中の7月29日にはカージナルスからトミー・エドマン、ホワイトソックスからマイケル・コペックを獲得。同月31日にはタイガースからジャック・フラハティ を獲得した。レギュラーシーズンでは、4年連続の100勝を逃したものの、MLB最高勝率となる98勝を記録し、地区3連覇を達成。ディビジョンシリーズでは2年ぶりにパドレスと対戦。先に王手をかけられたが、第4戦、第5戦で共に完封という形で連勝した。続くチャンピオンシップシリーズではニューヨーク・メッツを4勝2敗で破った。MVPには打率.407、11打点を挙げたエドマンが選出された。ワールドシリーズではニューヨーク・ヤンキースを4勝1敗で下し4年ぶり8回目となるワールドシリーズ優勝を成し遂げた。MVPには第1戦でワールドシリーズ史上初となる代打逆転サヨナラ満塁本塁打を放ち、第4戦まで4試合連続本塁打、5試合で12打点、OPS1.364の活躍を見せたフリーマンが選ばれた。11月1日、ロサンゼルスで優勝パレードが行われた。前回優勝の2020年は新型コロナウイルスの影響でパレードができなかったため、1988年以来36年ぶりとなった。
2025年1月22日(米国時間)、元千葉ロッテマリーンズ所属の佐々木朗希がドジャー・スタジアムで入団会見を行い、正式にドジャースとの契約が発表された。3月18日に東京ドームでシカゴ・カブスとの開幕戦を行った。前年のワールドシリーズを制した世界一球団としては史上最長の開幕8連勝を達成。

## 海外遠征
2010年3月13日と3月14日のスプリングトレーニング期間中を利用し、台湾プロ野球のファン投票で選ばれた選手らと2日間試合を行った。
2014年は、MLB史上初となるオーストラリアでの公式戦が、開幕2連戦として3月22日と23日にシドニー・クリケット・グラウンドで開催された。
2024年3月に韓国のソウルでパドレスと開幕戦を行った。
2025年3月18日と3月19日にはカブスと日本の東京都にある東京ドームで開幕戦（MLB東京シリーズ2025）を行った。

## チーム名
“dodge”は「避ける」という意味で、架空電車線方式の路面電車（トロリー）が極めて多かったブルックリンの住人の呼び名 「路面電車を避ける人たち」を表す“Trolley Dodgers”（トロリー・ドジャーズ）が由来となっている。本来の発音はドジャーズであるが、日本ではマスコミも含めて伝統的にドジャースと呼ばれる。なお、メキシコ人は「ダヤーズ 【ˈdɒyíərz】／Doyers」と発音する。
上述のとおり、1890年にブルックリン市を本拠地としてナショナルリーグに加盟したチームであり、1898年のニューヨーク市合併によって本拠地がニューヨーク市ブルックリン区となった後もブルックリンを冠し続けた。2012年にニューヨーク市ブルックリン区へ移転したNBAのブルックリン・ネッツは、かつてのドジャースのようにニューヨークではなくブルックリンを冠している。

## 選手名鑑

### 現役選手・監督・コーチ
歴代監督はロサンゼルス・ドジャースの歴代監督一覧を参照。

### アメリカ野球殿堂表彰者
- ディック・アレン (Dick Allen)
- デイブ・バンクロフト (Dave Bancroft)
- エイドリアン・ベルトレ (Adrián Beltré)
- ダン・ブローザース (Dan Brouthers)
- ジム・バニング (Jim Bunning)
- ロイ・キャンパネラ (Roy Campanella)
- マックス・キャリー (Max Carey)
- ドン・ドライスデール (Don Drysdale)
- レオ・ドローチャー (Leo Durocher)
- バーリー・グライムス (Burleigh Grimes)
- ビリー・ハーマン (Billy Herman)
- ギル・ホッジス (Gil Hodges)
- ウェイト・ホイト (Waite Hoyt)
- ヒューイー・ジェニングス (Hughie Jennings)
- ウィリー・キーラー (Willie Keeler)
- ジョー・ケリー (Joe Kelley)
- ジョージ・ケリー (George Kelly)
- サンディー・コーファックス (Sandy Koufax)
- トミー・ラソーダ (Tommy Lasorda)
- トニー・ラゼリ (Tony Lazzeri)
- フレディ・リンドストロム (Freddie Lindstrom)
- アーニー・ロンバルディ (Ernie Lombardi)
- アル・ロペス (Al Lopez)
- グレッグ・マダックス (Greg Maddux)

- ヘイニー・マナシュ (Heinie Manush)
- ラビット・モランビル (Rabbit Maranville)
- フアン・マリシャル (Juan Marichal)
- ルーブ・マーカード (Rube Marquard)
- ペドロ・マルティネス (Pedro Martinez)
- トミー・マッカーシー (Tommy McCarthy)
- ジョー・マクギニティ (Joe McGinnity)
- フレッド・マグリフ (Fred McGriff)
- ジョー・メドウィック (Joe Medwick)
- ピー・ウィー・リース (Pee Wee Reese)
- ジャッキー・ロビンソン (Jackie Robinson)
- フランク・ロビンソン (Frank Robinson)
- デューク・スナイダー (Duke Snider)
- ケーシー・ステンゲル (Casey Stengel)
- ドン・サットン (Don Sutton)
- ジム・トーミ (Jim Thome)
- ダジー・ヴァンス (Dazzy Vance)
- アーキー・ヴォーン (Arky Vaughan)
- ポール・ウェイナー (Paul Waner)
- ロイド・ウェイナー (Lloyd Waner)
- モンテ・ウォード (Monte Ward)
- ザック・ウィート (Zack Wheat)
- ホイト・ウィルヘルム (Hoyt Wilhelm)
- ハック・ウィルソン (Hack Wilson)

### 永久欠番
ドジャースには永久欠番の制定に関する基準が存在する。
- 米国野球殿堂入り (例外として、ジム・ギリアムの19番とフェルナンド・バレンズエラの34番が存在する。)

| 番号 | 選手                                             | ポジション             | 備考                                        |
| ---- | ------------------------------------------------ | ---------------------- | ------------------------------------------- |
| 1    | ピー・ウィー・リース (Pee Wee Reese)             | 遊撃手                 | 1984年指定                                  |
| 2    | トミー・ラソーダ (Tommy Lasorda)                 | 監督                   | 1997年指定                                  |
| 4    | デューク・スナイダー (Duke Snider)               | 外野手                 | 1980年指定                                  |
| 14   | ギル・ホッジス (Gil Hodges)                      | 一塁手                 | 2022年指定                                  |
| 19   | ジム・ギリアム (Jim Gilliam)                     | 二塁手、三塁手、コーチ | 1978年指定                                  |
| 20   | ドン・サットン (Don Sutton)                      | 投手                   | 1998年指定                                  |
| 24   | ウォルター・オルストン (Walter Alston)           | 監督                   | 1977年指定                                  |
| 32   | サンディー・コーファックス (Sandy Koufax)        | 投手                   | 1972年指定                                  |
| 34   | フェルナンド・バレンズエラ (Fernando Valenzuela) | 投手                   | 2023年指定                                  |
| 39   | ロイ・キャンパネラ (Roy Campanella)              | 捕手                   | 1972年指定                                  |
| 42   | ジャッキー・ロビンソン (Jackie Robinson)         | 二塁手                 | 1972年指定 (1997年から全球団共通の永久欠番) |
| 53   | ドン・ドライスデール (Don Drysdale)              | 投手                   | 1984年指定                                  |
| -    | ビン・スカリー (Vin Scully)                      | アナウンサー           | 2017年指定                                  |
| -    | ハイメ・ジャリン (Jaime Jarrín)                  | アナウンサー           | 2018年指定                                  |

### 歴代所属日本人選手
- 16、10 野茂英雄（1995年 - 1998年、2002年 - 2004年）
- 17 石井一久（2002年 - 2004年）
- 60 木田優夫（2003年 - 2004年）
- 66 中村紀洋（2005年）
- 44 斎藤隆（2006年 - 2008年）
- 18 黒田博樹（2008年 - 2011年）
- 18 前田健太（2016年 - 2019年）
- 21 ダルビッシュ有（2017年）
- 28 筒香嘉智（2021年）
- 17 大谷翔平（2024年 - ）
- 18 山本由伸（2024年 - ）
- 11 佐々木朗希 (2025年 - )

## 傘下マイナーチーム
| クラス | チーム                                                                    | 参加リーグ                                            | 提携   | 本拠地                                                              |
| ------ | ------------------------------------------------------------------------- | ----------------------------------------------------- | ------ | ------------------------------------------------------------------- |
| AAA    | オクラホマシティ・コメッツ Oklahoma City Comets                           | パシフィックコーストリーグ Triple-A West              | 2015年 | オクラホマ州オクラホマシティ チカソー・ブリックタウン・ボールパーク |
| AA     | タルサ・ドリラーズ Tulsa Drillers                                         | テキサスリーグ Double-A Central                       | 2015年 | オクラホマ州タルサ ONEOKフィールド                                  |
| High-A | グレートレイクス・ルーンズ Great Lakes Loons                              | ミッドウェストリーグ High-A Central                   | 2007年 | ミシガン州ミッドランド デュー・ダイヤモンド                         |
| Low-A  | ランチョクカモンガ・クエークス Rancho Cucamonga Quakes                    | カリフォルニアリーグ Low-A West                       | 2011年 | カリフォルニア州ランチョクカモンガ ローンマート・フィールド         |
| Rookie | アリゾナ・コンプレックスリーグ・ドジャース Arizona Complex League Dodgers | アリゾナ・コンプレックスリーグ Arizona Complex League | 1966年 | アリゾナ州グレンデール キャメルバック・ランチ                       |
| Rookie | ドミニカン・サマーリーグ・ドジャース Dominican Summer League Dodgers      | ドミニカン・サマーリーグ Dominican Summer League      | 1989年 | ドミニカ共和国 カンポス・ラス・パルマス                             |

## 関連人物
歴代オーナー
- ウォルター・オマリー
- ピーター・オマリー
- フランク・マッコート（en）
- グッゲンハイム・ベースボール・マネジメント

球団幹部
- アイク生原 - 元ドジャース球団オーナー補佐
- ジョン・トーマス・シーファー - 元管理責任者
- アンドリュー・フリードマン - 編成本部長（2014年～）

専属実況アナウンサー
- ビン・スカリー